# 北海道道1175号新千歳空港インター線
北海道道1175号新千歳空港インター線（ほっかいどうどう1175ごう しんちとせくうこうインターせん）は、北海道千歳市内を結ぶ一般道道である。

## 概要

### 路線データ
- 起点 : 北海道千歳市平和（北海道道1091号泉沢新千歳空港線交点）
- 終点 : 北海道千歳市泉沢（道央自動車道 新千歳空港IC）
- 総延長：2.133 km
- 実延長：2.086 km
- 重用延長：0.047 km

### 道路管理者
- 空知総合振興局 札幌建設管理部 千歳出張所

## 歴史
- 2007年（平成19年）11月30日 - 路線認定[1]。
- 2013年（平成25年）8月3日 - 供用開始[2][3]。

## 地理

### 通過する自治体
- 石狩振興局
  - 千歳市

### 交差する道路
千歳市
- 北海道道1091号泉沢新千歳空港線 - 平和（起点）
- 道央自動車道新千歳空港IC - 泉沢（終点）